# Andrea Pellizzari
Andrea Pellizzari (Udine, 27 febbraio 1967) è un disc jockey, conduttore televisivo e editore musicale italiano.
Conosciuto grazie alla sua partecipazione al programma televisivo Le Iene, inizialmente come conduttore insieme a Simona Ventura e Fabio Volo, successivamente come inviato e come protagonista di divertenti candid camera nei panni di Mr. Brown, parodistico insegnante di inglese.
Dal 2014 è direttore artistico del premio internazionale "L'anello debole" Capodarco Corto Film Festival.
Dall'8 maggio 2023 è la voce fuori campo del programma Casa a prima vista in onda su Real Time.

## Biografia
Nel 1982 ha inizio la sua carriera di disc jockey a Radio Canale 49 di Udine e successivamente collabora con Radio Attività di Trieste, Radio Fantasy di Grado e Radio Melody come voce ufficiale e successivamente conduttore di vari programmi. Nel 1983 si trasferisce a Radio Italia Network, dove lavora come fonico. Tra il 1988 e il 1993 è stato il direttore artistico di varie radio regionali del Friuli Venezia Giulia (Radio Fantasy, Super Network, Time Dance FM, Radio Effe Classic, Canale 49). Nel 1994 rientra a Radio Italia Network, in veste di speaker e conduce per tre anni consecutivi la classifica dance Los Cuarenta The Official Dance Chart.
Nel 1997 inizia la sua collaborazione a tempo pieno con il canale satellitare Match Music, nel quale è alla conduzione di due programmi. Qui nasce il sodalizio con Fabio Volo, con il quale conduce due programmi quotidiani Svegliati e Soci. Nel 1998 si trasferisce a Radio Due dove conduce la trasmissione Soci da spiaggia, affiancato da Fabio Volo. Nello stesso anno conduce, sempre per la Rai, il programma I duellanti con Massimo Cervelli.
Tra il 1998 e il 2001 fa il suo debutto su Italia 1 dove conduce con Simona Ventura e Fabio Volo la trasmissione Le Iene. Nel 1999 avvia una seconda collaborazione radiofonica con Fabio Volo, nel programma Hit Parade Onde Beach, ancora su Rai Radio Due. Nel 2000 conduce insieme a Vanessa Incontrada il programma musicale Super su Italia 1 e poi ritorna a Radio Italia Network dove conduce La compagnia delle fave, spettacolo radiofonico del mattino con Max Vitale, Angelo Pintus e Nicola Villani. Nel 2001 conduce un programma quotidiano su LA7 dal titolo Ibiza di cui è anche ideatore, partecipa a Dit Parade su Canale 5 assieme al trio della Premiata Ditta ed è inviato nel programma Le Iene su Italia 1. Nel 2002 conduce assieme a Paola Barale il programma in prima serata su Rai 2, Ce la fai, e impersona nel programma televisivo Le Iene Mr. Brown, un improbabile insegnante d'inglese che propone demenziali lezioni in divertenti candid camera, realizzate e ideate insieme a Fabrizio Montagner. Il 21 dicembre va in onda lo Speciale Mr. Brown su Italia 1, spin off delle lezioni andate in onda nel programma Le Iene.
Nel 2003 passa a RDS - Radio Dimensione Suono, dove rimane fino alla fine del 2004 nella fascia pomeridiana dalle 14 alle 16. Sempre dal 2003 fino al 2007 è uno degli inviati di punta del programma televisivo Le Iene (condotto da Alessia Marcuzzi e Luca e Paolo) e continua a interpretare il personaggio di Mr. Brown con grande successo. Dal 2004 al 2014 tiene una sua rubrica sul mensile For Men. Dal settembre 2005 entra a far parte della squadra di Radio Deejay con il quotidiano serale Un giorno speciale. Nel 2006, insieme a Barbara D'Urso è co-conduttore di Reality Circus su Canale 5. È Gigi Cazzaniga nella seconda serie della sitcom Radiosex prodotta per il canale RossoAlice, in onda sul canale satellitare Sky Show e realizza gli speciali per Sky Cinema sui film Top Gun e Titanic. Nell'ottobre dello stesso anno conduce su Radio Deejay il programma della domenica Collezione privata. Nel 2007 fa sempre parte del cast del programma televisivo Le Iene come inviato e Mr. Brown (condotto da Ilary Blasi, Luca Bizzarri e Paolo Kessisoglu).
Conduce un programma in seconda serata su Italia 1, dal titolo Urban Legends, dedicato alle leggende metropolitane. Nel settembre del medesimo anno conduce su Radio Deejay il programma Collezione privata in onda mercoledì sera dalle 22.30 alle 00.00. Conduce con Flavia Cercato su Radio Capital il programma mattutino I capitalisti.
Nel 2008 viene riconfermato nel cast televisivo de Le Iene come inviato e Mr. Brown (condotto da Fabio De Luigi ed Ilary Blasi); fa parte del cast del programma Saturday Night Live from Milano. Realizza uno speciale su Sky sul film Il tempo delle mele e su Febbre da cavallo. Da settembre conduce su Radio Deejay il programma della domenica Collezione privata dalle ore 9.00 alle 10.00. Nel 2009 è sempre nel cast del Le Iene come inviato e Mr. Brown. Nel 2010 diventa protagonista della puntata Terapia di All Stars, serie TV in onda su Italia 1 per la regia di Massimo Martelli. È inoltre giudice nel talent-show di Disney Channel My Camp Rock – It's on. A settembre produce uno servizio che racconta la disastrosa situazione Haitiana dopo il terremoto che ha colpito Port-au-Prince e realizza un CD e videoclip nei panni di Mr. Brown per aiutare i bambini di Haiti e abbandona dopo 12 anni la trasmissione Le Iene. Dal 2010 al 2013 è stato un membro costante del cast della trasmissione domenicale Quelli che, su Rai 2.
Il 20 dicembre 2012 è andato in onda su Italia 2 lo speciale Mr Brown For Haiti, documentario che racconta il progetto realizzato per la fondazione ONLUS Francesca Rava N.P.H. Italia a favore dei bambini di Haiti, scritto, girato e prodotto da Andrea Pellizzari. Affianca Adriana Cantisani nella trasmissione per bambini Adriana Tino e me in onda sull'emittente televisiva satellitare DeA Junior. È presentatore del World Ducati Week a Misano su WDW TV. Nel 2013 entra a far parte insieme a Max Brigante del collettivo Mamacita composto da DJ, Mc's, performer, produttori musicali e ballerini. Nel 2014 è nuovamente presentatore del World Ducati Week in streaming su WDW TV. Nell'agosto successivo conduce da Formentera tutti i giorni La Isla 105 su Radio 105 con Max Brigante. Da settembre è Andrea l'aggiustatutto nel programma per bambini A tutto Tino in onda su DeA Junior. Dal 29 marzo 2015 ha condotto lo Zecchino Family Show, in onda ogni domenica su DeA Junior. Nel 2018 è stato un inviato del programma Profumo d'estate, condotto da Adriana Volpe su Rai 2.

## Cortometraggi
- La mazurka del cornicione, regia di Valentina e Andrea Materiale (2006)
- In amore, regia di Andrea Menghini (2006)

## Teatro
- Film in concerto, regia di Bruno Santori (2004-2005)
- Senti che film, regia di Andrea Pellizzari e Filippo Fiocchi (2004) (voce recitante)
- Anfitrione, regia di Beppe Arena (2004)
- Histoire du soldat, regia di Giovanni Locatelli (2004-2005) (voce recitante)
- Spettacolo di danza al Teatro Nuovo Giovanni da Udine (2011) (come Mr. Brown)
- Pierino e il lupo, regia di Bruno Santori (2014)

## Opera letterarie
- L'inglese con Mr. Brown, collana Biblioteca umoristica Mondadori, Segrate, Mondadori, 2004, ISBN 88-04-53304-8. (con DVD)
- Andrea Pellizzari e Filippo Fiocchi, The girl is on the table. Frasario umoristico per rimorchiare in tutto il mondo, Segrate, Mondadori, 2007, ISBN 978-88-04-56824-7.

## Discografia
- 2010 – Mr. Brown Is Back in Town, CD single realizzato a scopo di beneficenza in favore della Fondazione Francesca Rava N.P.H. Italia Onlus per la costruzione di una casa accoglienza per bambini terremotati ad Haiti.
- 2012 – The Man With The Mac, CD e DVD realizzato con la collaborazione della Banda Musicale della Marina Militare Italiana a scopo benefico in favore della Fondazione Francesca Rava N.P.H.Italia Onlus per contribuire alla costruzione del Foyer Saint Louis ad Haiti. Produce insieme Manyus e Dario Guida sotto lo pseudonimo "Zoosters" il singolo dance Tonite featuring Marcello Coleman per la D-Vision.